# Kap Sobral
Kap Sobral ist eine hoch aufragende und hauptsächlich verschneite Anhöhe an der Nordenskjöld-Küste des westantarktischen Grahamlands. Sie liegt am südlichen Ende der Sobral-Halbinsel.
Teilnehmer der Schwedischen Antarktisexpedition (1901–1903) unter der Leitung Otto Nordenskjölds entdeckten das Kap. Nordenskjöld benannte es nach dem Argentinier José María Sobral (1880–1961), Assistenzphysiker und Meteorologe bei dieser Forschungsreise.